# John Corbett (Rennfahrer)
John Corbett (* 6. Juni 1966 in Sydney) ist ein australischer Autorennfahrer.

## Karriere
John Corbett begann seine internationale Fahrerkarriere 2017 mit Einsätzen in der 24H Series. Der Australier war 2011 in den heimischen Sportwagensport eingestiegen und gewann 2018 die Gesamtwertung der 24H Proto Series.
2018 folgte der Wechsel in die European Le Mans Series. 2019 startete er erstmals in der Asian Le Mans Series, wo er 2021 den zweiten Endrang in der LMP2-Am-Klasse erreichte. Im selben Jahr gab er mit dem 28. Gesamtrang sein Debüt beim 24-Stunden-Rennen von Le Mans. 

## Statistik

### Le-Mans-Ergebnisse
| Jahr | Team                      | Fahrzeug       | Teamkollege | Teamkollege   | Platzierung | Ausfallgrund |
| ---- | ------------------------- | -------------- | ----------- | ------------- | ----------- | ------------ |
| 2021 | Racing Team India Eurasia | Ligier JS P217 | Tom Cloet   | James Winslow | Rang 28     |              |

### Einzelergebnisse in der FIA-Langstrecken-Weltmeisterschaft
| Saison | Team          | Rennwagen      | 1   | 2   | 3   | 4   | 5   | 6   |
| ------ | ------------- | -------------- | --- | --- | --- | --- | --- | --- |
| 2021   | India Eurasia | Ligier JS P217 | SPA | POR | MON | LEM | BAH | BAH |
| 2021   | India Eurasia | Ligier JS P217 | 28  |     |     |     |     |     |